# NICE AND SLOW/COME ON
「NICE AND SLOW/COME ON」（ナイス・アンド・スロウ / カム・オン）は、THE BAWDIESの9作目のシングル。2014年6月25日にGetting Better（ビクターエンタテインメント）から発売された。

## 収録曲

### 通常盤
全作詞・作曲：ROY
1. NICE AND SLOW [2:46]
  - バンド内の雰囲気が良い状態で作り上げた楽曲で、ROYは「ボーカルがガツンと前に出て引っ張っていく感じの曲を作りがちだったが、この曲はそうではなく、バンドが一つになっているというのが音になった曲」と話しており、この曲が出来たことでアルバム「Boys!」の制作のきっかけになったという[3]。
2. COME ON [3:51]
  - ジャックス60周年CMソング。「NICE AND SLOW」制作後に作られた楽曲[3]。
3. IT'S YOUR BIRTHDAY [3:48]

### 初回限定盤
1. NICE AND SLOW [2:46]
2. COME ON [3:51]
3. IT'S YOUR BIRTHDAY [3:48]
4. LIVE AT BILLBOARD LIVE 20140317 [29:17]
5. 1-2-3
6. SHAKE A TAIL FEATHER
7. JUST BE COOL
8. I GOT A WOMAN
9. SPOONFUL
10. DADDY ROLLING STONE
11. SOUL MAN

### DVD
- 初回限定盤のみ。

1. Return Of The FRANKEN MOVIE II meets THE BAWDIES

### 7inch
A-SIDE
1. NICE AND SLOW

B-SIDE
1. COME ON